# Hiparc (diàleg)

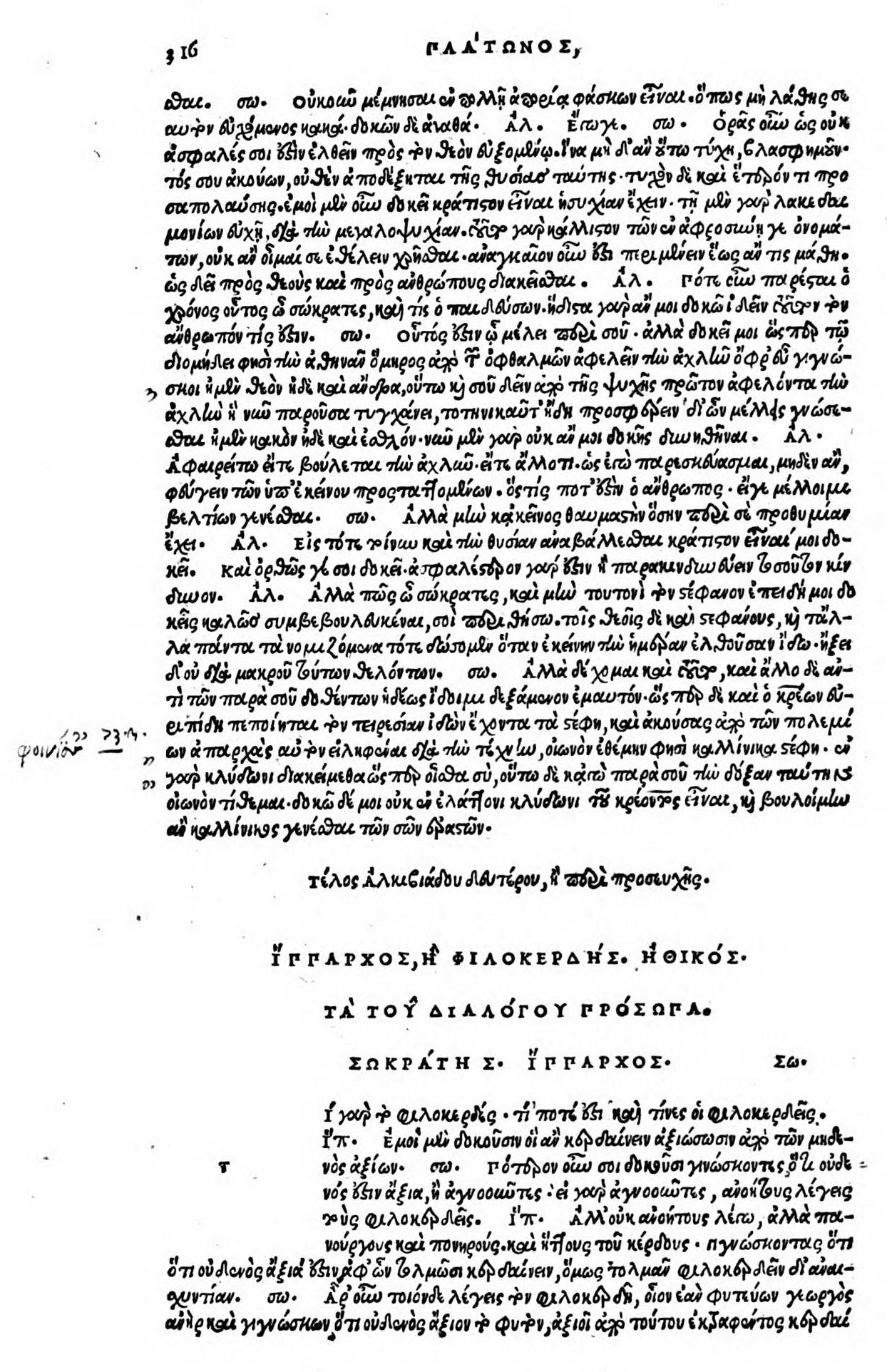
Inici de l'obra escrita per Plató.

Hiparc és un diàleg atribuït al filòsof i escriptor grec clàssic Plató. Existeix un cert debat sobre l'autenticitat de l'obra. Estilísticament, el diàleg té moltes semblances amb el diàleg Minos. Són només els diàlegs entre Sòcrates i un company anònim únic, i són els únics diàlegs en els quals els títols porten el nom d'algú mort fa temps, i també són els únics diàlegs que comencen amb Sòcrates mostrant una qüestió sobre "el que és".
L'objectiu principal del diàleg és un intent de definir la cobdícia. Un amic de Sòcrates sosté que l'avarícia és un desig de treure profit de les coses sense valor, però Sòcrates respon que no hi ha intents en la persona assenyada de treure profit de les coses sense valor, però com que la cobdícia és un afany de guany, llavors és un desig per al bé i, per tant, cada persona és avariciosa. L'amic de Sòcrates pensa que hi ha alguna cosa malament en l'argument de Sòcrates, però no pot dir el que hi està malament.
En el diàleg, Sòcrates critica Hiparc, el cruel tirà del segle sisè aC, a qui inversemblant representa com a savi i culte. Per tant, hi ha un altre tema en el diàleg sobre l'honestedat intel·lectual i l'equitat en la discussió dialèctica.